# 九十九の奏〜欠け月の夜想曲〜
『九十九の奏〜欠け月の夜想曲〜』（つくものかなで かけつきのやそうきょく）は、2012年9月28日にSkyFishより発売されたアダルトゲームである。

## あらすじ
（出典：）
古いものを奉る葛折町（つづらおりまち）に帰郷した男・百日紅一二三。
一二三が地元に着いたその夜、全身に包帯を巻いた不気味な少女から古びた印籠を渡される。その日の夜に、印籠から大蛇の九十九神が現れ一二三に襲いかかる。間一髪のところで一二三は、九十九神が宿る拳銃を操る少女・伏姫に助けだされる。
そして、その日から二人の運命は変化していった。

## 登場人物
（出典：）

### メインキャラクター
百日紅 一二三（さるすべり ひふみ）
声 - なし
本作の主人公である、美術系専門学校生。左目の視界の一部が欠損していたが、九十九神・白蛇精によって常人には見えないものが見えるようになった。
白蛇精
蛇がデザインされた、螺鈿細工の薬入れの九十九神。

伏姫（ふせひめ）
声 - 萌花ちょこ
身長：156cm 体重：44kg
B/W/H 81(D)/55/83
一二三を大蛇から救い出した記憶喪失の少女。所持している九十九は南部十四年式拳銃・八房。
一二三救出後は鳴の家に居候している。

百日紅 鳴（さるすべり めい）
声 - 篠原ゆみ
身長：146cm 体重：39kg
B/W/H 73(A)/55/78
一二三の姉。大学生だが、学校内で問題を起こして引きこもり中。
父親あての郵便物を無断で見たことがきっかけで、三申の目録という九十九神にとりつかれた。
三申の目録
古い書物の九十九神。九十九や形代・依代についての情報を得ることができる。

三角 愛那（みすみ あいな）
声 - 御苑生メイ
身長：158cm 体重45kg
B/W/H 81(C)/56/84
一二三と同じ学校・バイト先の女性で、実年齢は彼より1つ上。一二三とともに葛折町を訪れた。
九条 花蓮（くじょう かれん）
声 - 鈴谷まや
身長：160cm 体重：48kg
B/W/H 86(D)/59/85
百日紅姉弟の親戚。地元の短大に通っている。鼎と同居しているが、家事などは手伝ってくれない。

### サブキャラクター
七飯 冬真（ななえ とうま）
声 - 柊唯也
一二三と同じ学校・バイト先の男性で、一二三とともに葛折町を訪れた。
九条 鼎（くじょう かなえ）
声 - きせとしみち
花蓮の兄で、葛折町に住んでいる。町の歴史に詳しい。現在は大学院に通っている。
万年青 聖月（おもと みつき）
声 - 手塚りょうこ
葛折町の有力者の家の令嬢。学校では生徒会長を務めており、穏やかな性格もあって生徒たちからも慕われている。一二三と出会って早々アクシデントが続いたため、彼のことはあまり好きではない。
万年青  丈（おもと たける）
声 - ゆうひ
葛折町の有力者の家の現当主である実業家。町おこしのための計画に奔走している。
十月桜 李砂（ふゆざくら りさ）
声 - 藍川珪
聖月の学校の副生徒会長。聖月のことを盲目的なまでに崇拝しているため、聖月から敵視されている一二三のことが嫌い。
日本画が非常にうまいうえ、古い美術品の修復も手掛けている。
玉梓（たまずさ）
声 - 手塚りょうこ
一二三に白蛇精を授けた少女。ぼろぼろの制服、包帯のまかれた全身と異様な姿をしている。一二三と伏姫の過去を知っており、二人に対して憎悪をぶつける。伏姫とよく似た姿をしている。

## 用語
（出典：）
九十九神
古い器物が変化した神、もとい妖。全部で12体存在する。取りつかれると10年ほどの寿命を奪われるが、特殊能力を得ることができる。
形代
九十九神が宿る古い器物。形代が損傷を受けると九十九神も傷を負う。形代が完全に破壊されてしまった場合は、九十九神も消滅してしまう。
依代
九十九神が宿る人物。記憶や魂、命などを吸い取られるという代償はあるものの、特殊能力などの恩恵を九十九神から受けることができる。
欠け月
100年に一度、月が欠けてしまうこと。欠けた月は常世へと通じており、九十九神が通ると神になるとされる。このとき、依代も常世に連れてかれてしまうこともある。

## スタッフ
- 原画 - さえき北都[3]
- シナリオ - 弘森魚、児玉新一郎、素浪人[3]
- 背景美術 - 上原ゆきひこ[7]
- 九十九神デザイン - 満月○[7]
- 音楽 - TEAM Entertainment[7]

## 主題歌
オープニングテーマ「欠け月の夜に」
歌 - marina / 作詞 - 澄田まお / 作曲・編曲 - 松本慎一郎
エンディングテーマ「終わり 始まり」
歌 - 茶太 / 作詞 - 澄田まお / 作曲・編曲 - ぺさま